# Лежак (река)
Лежак (чеш. Ležák) — река в Чехии (Пардубицкий край), приток Новоградки, в верхнем течении известна как Голетинка.

## География и гидрография
Длина 32 км, площадь водосборного бассейна 110 км². Исток расположен в деревне Горни-Голетин в Железных горах на высоте 606 м над уровнем моря. В основном течёт в северном направлении, за городом Грохув-Тынец впадает слева в Новоградку на высоте 236 м над уровнем моря. В 11,7 км от устья средний расход воды составляет 0,50 м³/с.